# Districte de Dera Ismail Khan
Dera Ismail Khan (urdú ډیرہ اسماعیل خان) és un districte de la província de la Frontera del Nord-oest al Pakistan, amb capital a Dera Ismail Khan. La superfície és de 7326 km² i la població (1998) de 852.995 habitants. És el districte més als sud de la província. La llengua principal és el seraiki seguida de l'urdú i el paixtu. El districte està dividit en tres tehsils:
- Dera Ismail Khan
- Kulachi
- Paharpur

## Història
Al districte es troben les ruïnes dos forts a les muntanyes del nord coneguts els dos com Kafir Kot (Fort dels infidels) que estarien connectats al regne grec de Bactriana. Altres forts no existeixen a la part plana encara que hi ha restes d'algunes ciutats.
El balutxis van arribar a la zona dirigits per Malik Sohrab al final del segle xv; els seus dos fills Ismail Khan i Fateh Khan, van fundar dues ciutats: Dera Ismail Khan i Dera Fateh Khan. Van fundar la nissaga familiar dels Hot (a diferència dels mihrani o mahrani de Dera Ghazi Khan) i van governar l'alt Derajat durant tres-cents anys de manera virtualment independent. Vers el 1750 van set sotmesos a vassallatge per Ahmad Shah Durrani; a l'altre costat de l'Indus governaven els balutxis de la nissaga Jaskani, que tenien capital a Bhakkar a les terres baixes a l'est del gran riu; més al sud els mihrani de Dera Ghazi Khan començaven el seu domini després de Leiah governada per un kan; el 1759 el kan de Leiah va ajudar a establir el domini dels kalhores de Sind a Dera Ghazi Khan en contra dels afganesos però aquestos es van acabar imposant ràpidament.
El cap balutxi dels Hot a Dera Ismail Khan fou deposat el 1770 i els seus territoris administrats directament per Kabul. El 1794 Humayun Shah va intentar expulsar a Zaman Shah Durrani del seu regne a Afganistan però fou derrotat i va caure en mans de l'afganès Muhammad Khan Sadozai, governador del Sind-Sagar Doab. En recompensa Zaman Shah li va cedir a aquest el govern de Dera Ismail Khan (amb títol de nawab), on Muhammad Khan Sadozai va establir el seu govern a Mankera. Muhammad Khan Sadozai va morir el 1815 i el va succeir el seu net (per via femenina) Sher Muhammad Khan, un menor, sota regència del seu pare (el gendre de Muhammad Khan Sadozai) Hafiz Ahmad Khan.
Ranjit Singh de Lahore es va dirigir a la zona el 1821, cegant totes les fonts per impedir el proveïment d'aigua pels enemics, i va assetjar Mankera. Hafiz es va rendir a Mankera al cap de 25 dies i la regió va quedar en poder del maharaja sikh. El regent i el jove nawab es va retirar a l'altre costat de l'Indus cap a Dera Ismail Khan on va conservar el poder per 15 anys, però pagant tribut als sikhs. Al mateix temps els sikhs van imposar tribut als caps de Tank (Sarwar Khan) i de Sagar, i van ocupar Dera Fateh Khan.
Hafiz de Dera Ismail Khan, i després el seu fill Sher Muhammad Khan, van romandre independents pagant només el tribut, fins al 1836, quan degut a un retard en els pagaments, Nao Nihal Singh al front de l'exèrcit sikh, va creuar l'Indus, va deposar Muhammad Khan (que va poder conservar el títol i va rebre una pensió) i va nomenar a Diwan Lakhi Mal amb títol de "kardar" (governador). Diwan Lakhi Mal va morir el 1843 i el va succeir el seu fill Diwan Dawlat Raj que tenia el suport del sardars paixtus de Multan. Se li va oposar Malik Fath Khan Tiwana, que va aconseguir el nomenament com a "kardar" (governador) del sikh Durbar Singh. La guerra entre els dos aspirants va durar fins al 1847 quan Diwan, que en aquell moment dominava, fou deposat per recomanació de Herbert Edwards, l'agent polític britànic a la cort de Lahore, que va nomenar com a kardar al general Van Cortlant.
El 1848 va esclatar la guerra entre sikhs i britànics i el 1849 el Derajat, amb la resta del Panjab, fou annexionat pels britànics i Dera Ismail Khan convertida en districte que incloïa originalment el que fou després el districte de Bannu; Leiah fou també erigida en districte a l'est del riu. El 1857 hi va haver alguns signes de motí entre les tropes però l'actitud enèrgica del coronel Coxe va impedir qualsevol intent. El 1861 es va crear el districte de Bannu i la part sud del de Leiah fou unit al de Dera Ismail Khan. El 1870 va morir en un accident a Tank el tinent-governador del Panjab Sir Henry Durand (l'elefant en el que anava va xocar contra una arcada i el governador va caure de l'elefant) que fou enterrat a Dera Ismail Khan.
El districte es va crear el 1849 com a part de la divisió de Derajat al Panjab. El riu Indus el creuava de nord a sud i el dividia en dos parts iguals, la situada a l'oest del riu que era similar al districte de Dera Ghazi Khan (i incloïa el domini del shah de Mithapur); i la situada a l'est estava exposada als desbordaments del riu i era coneguda com a Kachi. Va patir alguns canvis de límits. La superfície el 1881 era de 24077 km² i la població de 441.649 persones repartides en 746 ciutats i pobles. El 1901 la superfície era de 9790 km². Era el districte central de la divisió de Derajat. Els municipis eren: Dera Ismail Khan (22.164 habitants), Kulachi (7834), Leiah (5899), Bhakkar (4402), Karor (2723), Paharpur (2496) i Tank (2364). Tank era la capital d'un petit principat antigament afganès i regit després del 1849 pels seus nawabs semiindependents, però no reconeguts com a sobirans pels britànics. El 1901 Bhakkar, Leiah i 32 pobles del tehsil de Kulachi foren separats del districte i van restar dins al Panjab (després junt amb el districte de Bannu formaren el nou districte de Mianwali) mentre la resta fou integrat a la Província de la Frontera del Nord-oest. Aleshores hi havia al districte tres ciutats (dues municipalitats: Dera Ismail Khan i Kulachi i una àrea notificada, Tank) i 401 pobles i la població el 1901 (després de la pèrdua de territoris) era de 247.857 habitants, estant dividit en tres tahsils: 
- Dera Ismail Khan
- Kulachi
- Tank

El tahsil de Dera Ismail Khan el 1901 tenia 4400 km² i una població de 144.337 habitants. La capital era Dera Ismail Khan (població 31.737), i hi havia altres 250 pobles.